# Lac Rémigny
Pour les articles homonymes, voir Remigny.
Le lac Rémigny est un plan d'eau douce de la municipalité de Rémigny, dans la municipalité régionale de comté (MRC) de Témiscamingue, dans la région administrative de Abitibi-Témiscamingue, au Québec, au Canada.
Dès le début du XXe siècle, la foresterie a été l'activité économique dominante dans le secteur. Certains territoires agricoles entourent les villages de Rollet et de Rémigny. La surface du lac Rémigny est généralement gelée de la mi-novembre à la fin avril ; néanmoins, la période de circulation sécuritaire sur la glace est habituellement de la mi-décembre à la fin mars.

## Géographie
Le lac Rémigny est situé à 20,3 km à l'est de la frontière de l'Ontario, à 35,3 km au sud de la ville de Rouyn-Noranda, 3,7 km à l'est du village de Rollet et à 38,4 km au nord du village de Guigues au Témiscamingue.
Formé tout en longueur (largeur maximale de 1,6 km), le lac Rémigny reçoit ses eaux du lac Barrière par un détroit au nord-est. Ce dernier lac est aussi fait en longueur (15,2 km) dans le sens nord-sud.
Les principaux cours d'eau alimentant le lac Rémigny sont ;
- la décharge du lac Clair (venant du nord) ;
- la rivière Solitaire, longue de 2,3 km, drainant les eaux du lac Opasatica, situé au nord-ouest ;
- la décharge du lac à l'Ours (venant de l'ouest) ;
- la décharge (venant de l'Est) des lacs Chabot, Gosselin et Létourneau.

Le lac Rémigny s'étire sur 23,8 km (en trois segments de 8,6 km, 5,4 km et 9,8 km) vers le sud jusqu'à l'embouchure situé au village de Rémigny. L'émissaire du lac est la rivière Barrière qui coule sur 0,45 km vers le sud pour se déverser dans la baie Barrière, située au nord du lac Des-Quinze.

## Toponymie
L'hydronyme lac Rémigny a été officialisé le 5 décembre 1968 à la Banque des noms de lieux de la Commission de toponymie du Québec.